# روبرت دي كورتيناي
روبرت دي كورتيناي (بالفرنسية: Robert de Courtenay)‏ (توفي 1228) أو يعروف بـ روبرت الأول كان إمبراطور القسطنطينية اللاتينية، كان أبن الثاني لـ بيتر الثاني من كورتيناي من سليل لويس السادس ملك فرنسا، في حين والدته يولاندا من فلاندرز هي شقيقة بالدوين الأول وهنري أباطرة القسطنطينية الأوائل.
أصبح إمبراطوراً بعد تخلي شقيقه الأكبر فيليب عن حقوقه في العرش، ومع ذلك لم يصبح إمبراطور الفعلي حتى عام 1221، كانت طوال فترة حكمه في صراعات مع حيرانه الأرثوذوكس من إمبراطورية نيقية وإمارة إبيروس البيزنطية بحيث أصبحت أراضي الإمبراطورية في تقلص شيئاً فشيئاً، وبعد وفاته في 1228 خلفه شقيقه بالدوين الثاني ذو العشرة أعوام، مما اتاح بارونات المملكة في اختيار ملك القدس أسمياً جان دي بريين الوصي على المملكة.